# Кобилянський Юліан Юліанович
Юліа́н Юліа́нович Кобиля́нський (26 грудня 1859, Ґурагумора, Австрійська імперія — 11 вересня 1922, Чернівці) — український педагог, мовознавець-лексиколог, перекладач. Брат письменниці Ольги Кобилянської та живописця Степана Кобилянського.

## Походження

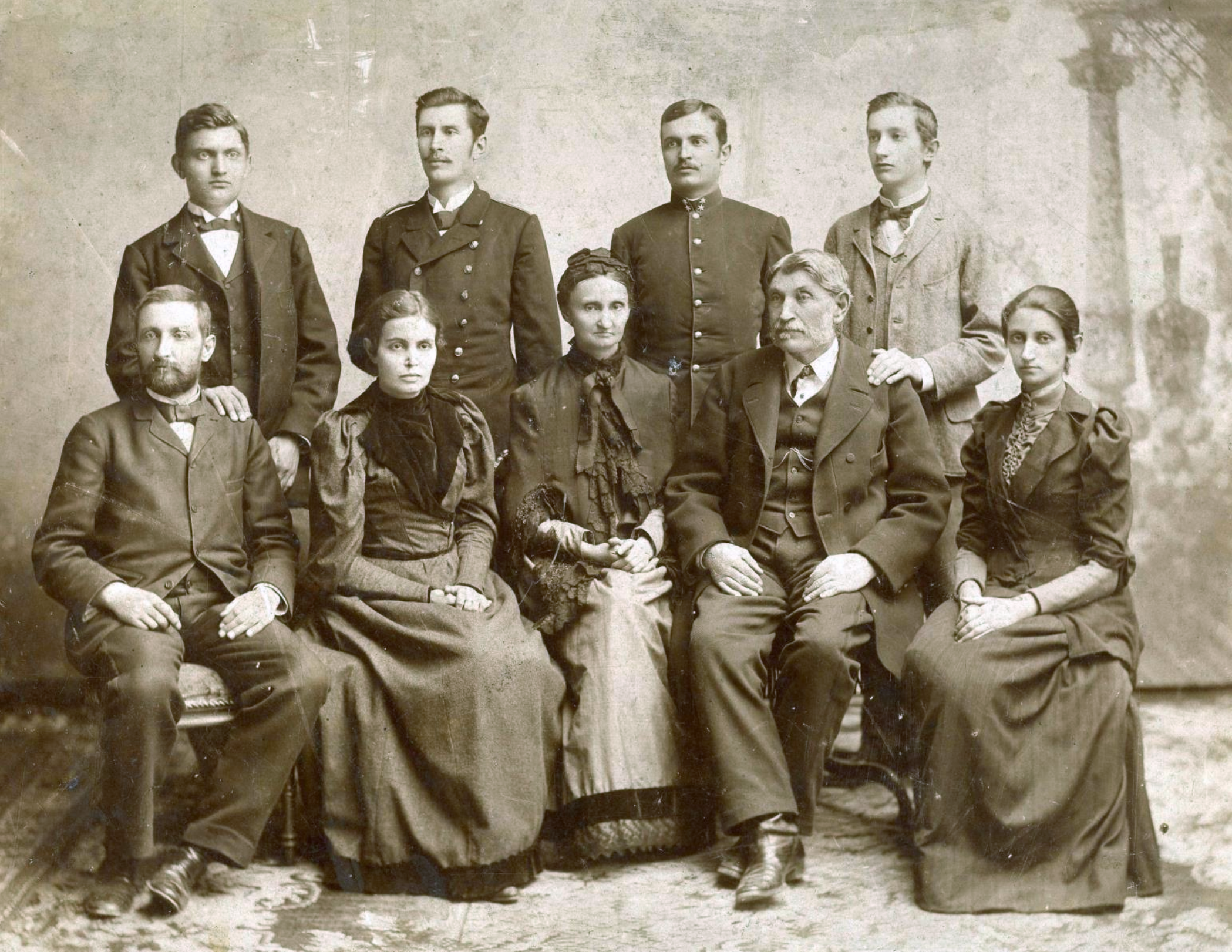
Родина Кобилянських, 1894 р. Стоять: Олександр, Юліан, Степан, Володимир. Сидять: Максиміліан, Євгенія, Марія (мати), Юліан (батько), Ольга.

Батько, дрібний урядовець Юліан Якович Кобилянський, народився на Галичині (навчався у школі в Бучачі). Належав до шляхетного роду, який мав свій герб і походив із Наддніпрянщини. Проте папери про шляхетність з легковажної руки його батька Якова Кобилянського (який проживав у Бучачі) не були нотаріально підтверджені, бо той вважав, що синові буде достатньо для заробітку його розумної голови.
Мати, Марія Йосипівна Вернер, походила зі спольщеної німецької родини. Її родичем був відомий німецький поет-романтик Захарій Вернер. З любові до чоловіка Марія Вернер вивчила українську мову, прийняла греко-католицьку віру та виховувала всіх дітей у пошані та любові до українства.
Брат Степан був живописцем. Сестра Ольга стала відомою українською письменницею. Сестра Євгенія мала правдивий талант до музики, майстерно грала на фортепіано.

## Життєпис
Народився 26 грудня 1859 року на Буковині.
Навчався в Сучавській гімназії, Чернівецькому та Ягеллонському університетах. Працював у гімназіях у містах Радівці, Сучава (нині обидва в Румунії), Чернівці та Коломия.
Будучи професором у 2-й Чернівецькій гімназії (1897—1922), уклав українсько-німецько-латинські словники (зокрема, ґрунтовний «Латинсько-український словар», 1912, «Німецько-український словник», 1912 — у співавторстві зі Спілкою В.) і написав праці «Педагогіка для педагогічних училищ» (1900), «Естетичне виховання в гімназії» (1901) та ін.
Очолював українське шкільне товариство «Сковорода». Автор низки підручників з класичних мов для українських гімназій. Перекладав твори Генріха Гейне, Фрідріха Шиллера.
Помер 11 вересня 1922 року в м. Чернівці (тоді Румунія, нині Україна).

## Нагороди
- Лицарський хрест ордена Франца Йосифа (1913)[3]